# Баку Опен 2024
Баку Опен 2024 — международный шахматный фестиваль.

## Общие сведения
Турнир прошёл с 28 июня по 7 июля 2024 года в Бакинском Дворце спорта. Турнир был посвящён 100-летию ФИДЕ.
В турнире приняли участие 328 шахматистов из 12 стран, в том числе Болгарии, Грузии, Индии, Ирана, Казахстана, Саудовской Аравии, Катара, Турции, Украины, США, Узбекистана, Азербайджана и два шахматиста под флагом ФИДЕ.
Главный судья соревнований — Фаиг Гасанов.
Призовой фонд турнира составил 50 000 долл. США.
В церемонии открытия приняли участие министр молодежи и спорта Азербайджана Фарид Гаибов, президент Федерации шахмат Азербайджана Махир Мамедов и президент ФИДЕ Аркадий Дворкович.

## Регламент
Участники турнира были поделены на группы A и B. Турнир состоялся по швейцарской системе в 9 туров.
К участию в группе A турнира были допущены шахматисты с рейтингом от 2 100 и выше, и шахматистки с рейтингом от 1 800 и выше на 1 июня 2024 года. Матчи турнира группы A начинались в 15:00.
К участию в группе B турнира были допущены шахматисты 2012 года рождения и младше, обладающие международным рейтингом. Матчи турнира группы B начинались в 10:00.

## Группа A
Всего было сыграно 3 тура. 4 шахматиста набрали по 7 очков. По дополнительным показателям победителем стал Сина Мовахед (Иран). Второе место занял Абхиманью Пураник (Индия). Третье — Миттал Адитья (Индия).
В женском зачете победителем стала Полина Шувалова (ФИДЕ, 6,5 очков). Второе место заняла Бибисара Асаубаева (Казахстан, 6,5 очков), третье — Меруерт Камалиденова (Казахстан, 5,5 очков). Гюльнар Мамедова (5,5 очков) заняла четвёртое место.

## Группа B
Первые места в различных категориях заняли Нурлан Ганизаде, Медина Эйвазова (в турнире 8-летних), Эльдар Агаджанов, Марьям Мамедова (в турнире 10-летних), Ахмед Гусейнов и Захра Аллахверди (в турнире 12-летних). Победители получили право представлять Азербайджан на чемпионате Европы.